# .308 Winchester
O .308 Winchester é um cartucho de fuzil sem aro, é a versão civil em que o 7,62×51mm NATO foi derivado. O .308 Winchester foi introduzido em 1952, dois anos antes da adoção na OTAN do 7,62×51mm NATO T65. A Winchester nomeou o cartucho e o introduziu no mercado de caça comercial como o .308 Winchester. Os fuzis do Modelo 70 e Modelo 88 da Winchester foram posteriormente revestidos para o novo cartucho. Desde então, o .308 Winchester tornou-se o cartucho de caça de ação curta, mais popular em todo o mundo. Também é comumente usado para caça civil, tiro ao alvo, silhueta metálica, tiro ao alvo em bancada, palma, fósforos de metal e precisão militar, e "sharpshooting" policiais. O estojo relativamente curto fez o .308 Winchester especialmente bem adaptado para fuzis de ação curta. Quando carregado com um projétil expansivo, cai, ou fragmenta nos tecidos, este cartucho é capaz de um alto desempenho terminal.
Embora muito semelhante às especificações militares do 7,62×51mm NATO, o cartucho .308 não é idêntico, e há considerações especiais que podem ser aplicadas ao misturar esses cartuchos com câmaras 7,62×51mm NATO, e .308 Winchester. Seu intercâmbio é, no entanto, considerado seguro pelo Instituto de Fabricantes de Armas e Munições Esportivas (Sporting Arms and Ammunition Manufacturers Institute; SAAMI).

## Dimensões do cartucho
O .308 Winchester tem 3,64 ml (56,0 grãos) capacidade do cartucho. O formato exterior do estojo foi projetado para promover a alimentação e a extração em ação de ferrolho em fuzis e metralhadoras, em condições extremas.
.308 Winchester máximo C.I.P. dimensões do cartucho. Todas as dimensões em milímetros (mm) e polegadas.
Os norte-americanos definiriam o ângulo do ombro em alfa/2 = 20 graus. A taxa de torção comum de estriamento para este cartucho é de 305 mm (1:12 polegadas), 4 estrias, Ø solos = 7,62 mm, Ø estrias = 7,82 mm, largura do batente = 4.47 mm e o tipo de espoleta é de "rifle grande".
A pressão máxima norte-americana do SAAMI para o 308 Winchester é de 415,00 MPa (60.191 psi).
O 308 Winchester Family (tamanho do círculo proporcional ao recuar).
- Game Class vs 6 polegadas Maximum Point Blank Range.
- Densidade seccional vs Coeficiente balístico.

- .243 Winchester
- .260 Remington
- 7mm-08 Remington
- 7,62×51mm NATO
- .338 Federal
- .358 Winchester
- 45 Raptor